# Soběraz
Soběraz (en allemand : Sobieras) est une commune du district de Jičín, dans la région de Hradec Králové, en République tchèque. Sa population s'élevait à 94 habitants en 2022.

## Géographie
Soběraz se trouve à 5 km au nord-est de Jičín, à 42 km au nord-ouest de Hradec Králové et à 82 km à l’est-nord-est de Prague.
La commune est limitée par Bradlecká Lhota et Syřenov au nord, par Radim à l'est, par Valdice au sud et par Železnice à l'ouest.

## Histoire
La première mention écrite de la localité date de 1362.

## Galerie

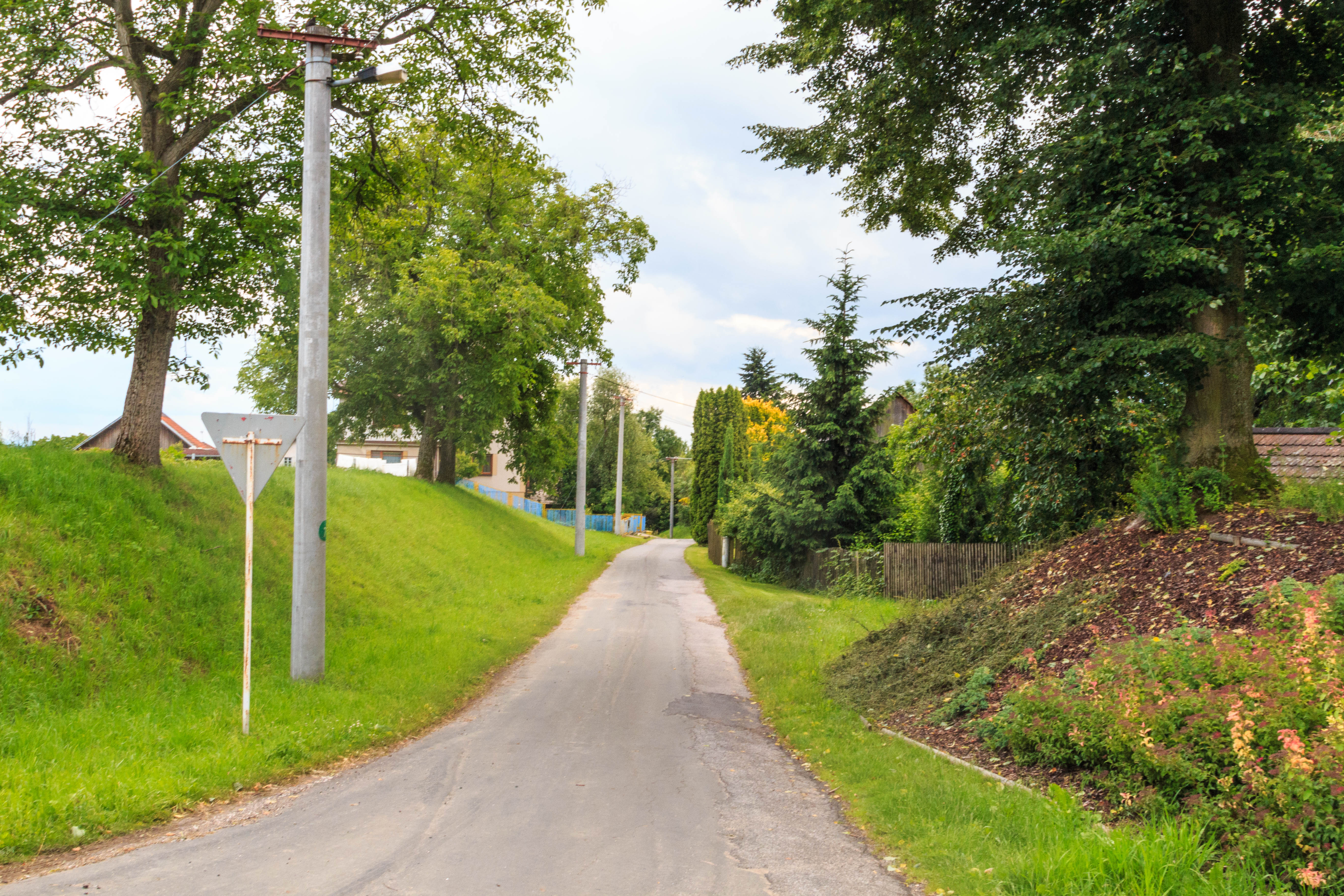
Soberaz : maison n° 71.
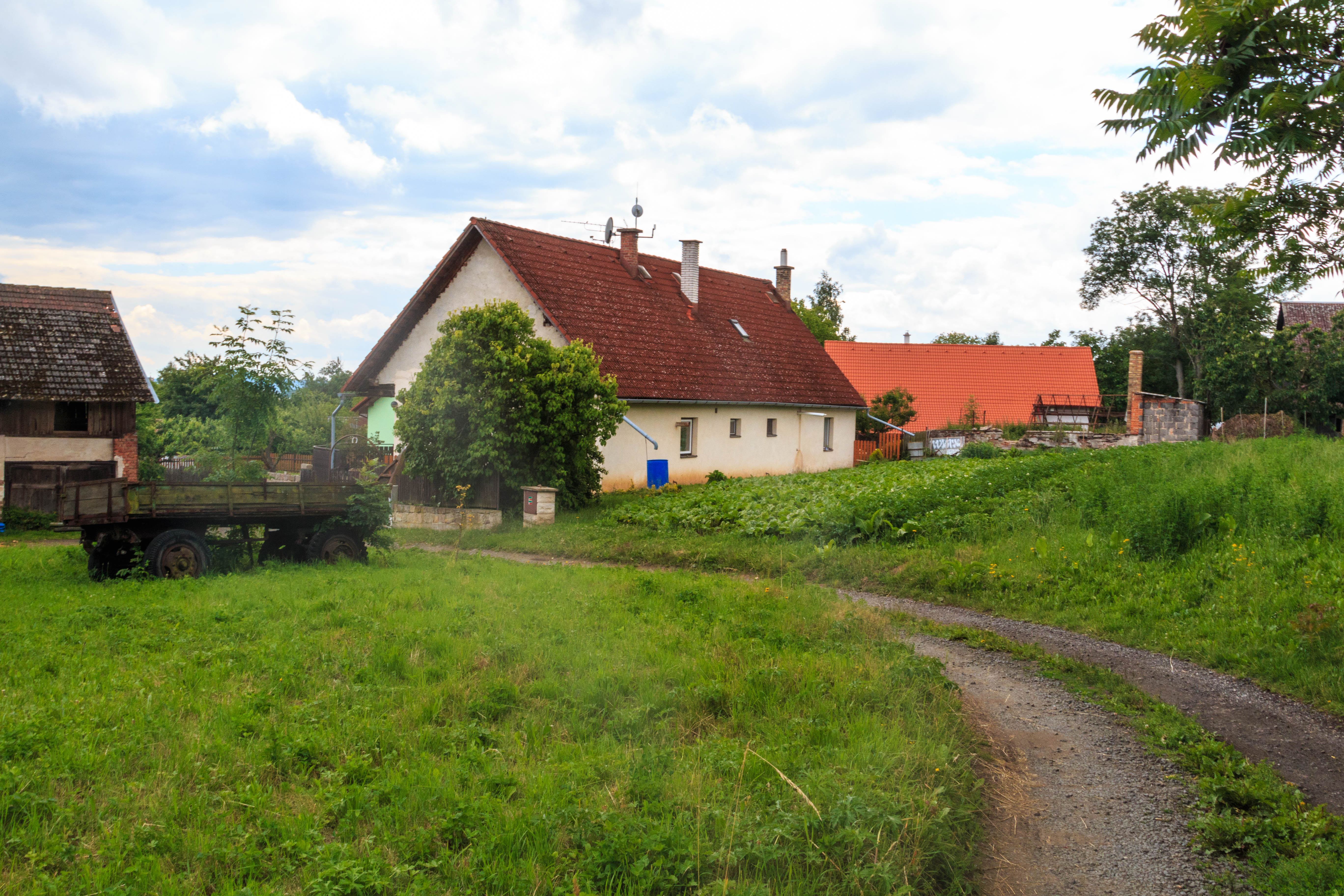
Soběraz : maison n° 11.

## Transports
Par la route, Soběraz se trouve à 5,7 km de Jičín, à 47 km de Hradec Králové et à 100 km de Prague. 